# 和歌山県道21号広川川辺線
和歌山県道21号広川川辺線（わかやまけんどう21ごう ひろがわかわべせん）は、和歌山県有田郡広川町から日高郡日高川町に至る県道（主要地方道）である。

## 概要
広川に沿って道路が展開。ほとんどの区間で2車線となっているが、日高川町（旧川辺町）の山間部、室川峠近辺では急坂が多くワインディングが連続する。途中に室川トンネルがある。

### 路線データ
- 陸上距離：13.5 km
- 起点：有田郡広川町大字井関（国道42号交点）
- 終点：日高郡日高川町大字平川（和歌山県道26号御坊美山線交点）

## 歴史
- 1993年（平成5年）5月11日 - 建設省から、県道井関御坊線の一部・県道三百瀬下津木線の一部が広川川辺線として主要地方道に指定される[1]。

## 路線状況

### トンネル
- 室川トンネル（広川町・日高川町）- 656ｍ

## 地理

### 通過する自治体
- 有田郡広川町
- 日高郡日高川町

### 交差する道路
- 国道42号（起点）
- 和歌山県道176号井関御坊線（有田郡広川町上津木）
- 和歌山県道26号御坊美山線（終点）